# 仏教伝道文化賞
仏教伝道文化賞（ぶっきょうでんどうぶんかしょう）は日本の財団法人仏教伝道協会（2013年以降、公益財団法人仏教伝道協会）が、宗派を限定せず仏教の普及・伝道に功績あった者に授与する賞。

## 概要・沿革
1967年（昭和42年）開始。
1973年（第7回）より「功労賞」を創設。長年にわたって仏教伝道に尽力した長老に贈られた。
第45回（平成23年度）までの「文化賞」はA項、B項、C項の区分があり、以下の基準により選考された
。
- A項 - 研究・論文・著述・翻訳・踏査・出版・その他
- B項 - 文芸・美術・音楽・評論・その他
- C項 - 伝道者・実践者・その他

第46回（平成24年度）からは従来の区分をなくし、仏教伝道文化に長年にわたる貢献のあった個人または団体に「仏教伝道文化賞」が贈られている。また同回より、仏教伝道を通じた文化活動の振興が期待できる個人または団体に贈られる「仏教伝道文化賞 沼田奨励賞」が新設された。
候補者は推薦依頼状を日本および海外の仏教各宗派・宗務所、大学その他の教育・研究機関、仏教団体、報道機関、専門家、研究者などに送付して選出され、受賞者は仏教伝道文化賞選定委員会（外部の有識者および専門家からなる）によって決定される。

## 各年の受賞者

### 第1回から第10回

#### 第1回（昭和42年）
文化賞
- 岩野真雄：A項 - 経典の和訳、出版事業に献身
- 紀野一義：B項 - 啓蒙著書作多く、仏教現代化に貢献

#### 第2回（昭和43年）
文化賞
- 北川桃雄：B項 - 著作により仏教美術を、内外に紹介
- 綱脇龍妙：C項 - ハンセン病患者救済事業の先覚者

#### 第3回（昭和44年）
文化賞
- 梅原猛：A項 - 哲学者として仏教思想研究に専念
- 常光浩然：C項 - 全一仏教運動に献身。実践の人

#### 第4回（昭和45年）
文化賞
- 平川彰：A項 - 『初期大乗仏教の研究』等の研究成果
- 丹羽文雄：B項 - 『親鸞』著作ほか仏教文学高揚

#### 第5回（昭和46年）
文化賞
- 大内青圃：B項 - 彫塑界の高峰。仏像制作に新境地
- 久保瀬暁明：C項 - 二世開教使として米国で活躍

#### 第6回（昭和47年）
文化賞
- 藤田宏達：A項 - 原始浄土思想の研究で先駆的業績
- 小野清一郎：C項 - 法曹界の最高権威。熱烈な親鸞信者

#### 第7回（昭和48年）
文化賞
- 友松円諦：A項 - 大衆啓蒙運動を経て真理運動推進
- 中山玄雄：B項 - 天台声明の大家。多方面に活躍

功労賞
- 野生司香雪 - 釈尊を題材とする仏教画制作に生涯を捧げる

#### 第8回（昭和49年）
文化賞
- 武田泰淳：B項 - 作家、宗教者として叡智を探求
- 常盤勝憲：C項 - 盲人福祉と救ライ運動に活躍

功労賞
- 藤井日達 - 日本山妙法寺サンガの指導者

#### 第9回（昭和50年）
文化賞
- 中村元：A項 - 仏教学界の最高権威
- クリスマス・ハンフレーズ：C項 - ロンドン仏教会長。世界的に活躍

功労賞
- 大西良慶 - 福祉、教化、日中仏教交流に活躍
- 松浦しのぶ - 北米開教使夫人として内助の功

#### 第10回（昭和51年）
文化賞
- 玉城康四郎：A項 - 卓越した比較哲学で仏教思想を追求
- 黛敏郎：B項 - 作曲家。鐘、声明を主題に仏教音楽の創作

功労賞
- 山口益 - 学術研究。『仏教聖典』編集・出版
- 清水谷恭順 - 浅草寺貫首。実践と密教学研究

### 第11回から第21回

#### 第11回（昭和52年）
文化賞
- 平山郁夫：B項 - 画家。仏教を題材とした絵画を発表。
- 山田無文：C項 - 花園大学学長。教育、著作・講演。

功労賞
- 土岐善麿 - 歌人。仏教を題材に新作「能」。

#### 第12回（昭和53年）
文化賞
- 中村瑞隆：A項 - 仏跡踏査、カピラ城跡の発掘調査。
- 加藤辨三郎：C項 - 外護者として「在家仏教運動」に献身。

功労賞
- 榑林皓堂 - 駒澤大学総長。教育・学術面に。

#### 第13回（昭和54年）
文化賞
- 長尾雅人：A項 - 『大乗仏典』シリーズ他監修・編纂。学術調査。
- 土門拳：B項 - 写真による仏教美術の普及に功績。

功労賞
- 竹村吉右衛門 - 仏教振興財団理事長。教育、外護。
- 玉井好孝 - 米国で活躍「いま良寛」と慕われる。

#### 第14回（昭和55年）
文化賞
- 井上靖：B項 - 『天平の甍』等、仏教にかかわる作品。
- 関法善：C項 - 米国仏教アカデミー創設等活躍。

功労賞
- 那須政隆 - 密教教学の第一人者。布教に献身。

#### 第15回（昭和56年）
文化賞
- 鎌田茂雄：A項 - 現代の華厳教学の第一人者。
- 清水公照：C項 - 東大寺管長。大仏殿昭和大修理に。

功労賞
- 水野弘元 - パーリ仏教学の碩学。

#### 第16回（昭和57年）
文化賞
- 高崎直道：A項 - 如来蔵思想の研究にすぐれた成果。
- 中村素堂：B項 - 仏教語の書道作品多数。指導活躍。

功労賞
- 花山信勝 - 東京裁判教誨師。仏教東漸に献身。
- 趙樸初 - 中国仏教界復興。日中仏教交流に。

#### 第17回（昭和58年）
文化賞
- 西村公朝：B項 - 仏像修理・研究・保存に献身。
- 財団法人国際仏教興隆協会：C項 - インドに日本寺建設。福祉に貢献。

功労賞
- 青木融光 - 豊山声明伝承者。仏教音楽紹介。
- ジュニアス・ジャヤワルダナ - スリランカ大統領。篤信の仏教徒。

#### 第18回（昭和59年）
文化賞
- 横超慧日：A項 - 中国仏教研究に新境地を開拓。
- 藤本幸邦：C項 - 「一寺院一孤児の収容」を提唱実践。

功労賞
- 西谷啓治 - 宗教哲学の権威。仏教哲学の探求。
- 平喜久男 - 米国加州で伝道と社会奉仕に活躍。

#### 第19回（昭和60年）
文化賞
- 石田瑞麿：A項 - 日本仏教における戒律思想等の研究。
- 入江泰吉：B項 - 大和路の古寺風物を活写紹介。

功労賞
- 山田恵諦 - 天台座主として大衆教化に尽力。
- 趙明基 - 韓国仏教研究と日韓仏教学術交流に。

#### 第20回（昭和61年）
文化賞
- 花岡大学：B項 - 仏典童話の開拓。仏教精神の弘布。
- 釈隆蓮：C項 - 顕密兼通で中国仏教の興隆に尽くす。

功労賞
- 西義雄 - 難解な阿毘達磨仏教の研究に精進。
- 祖父江省念 - 節談説教保存と大衆伝道に尽力

### 第21回から第30回

#### 第21回（昭和62年）
文化賞
- トレバー・レゲット：A項 - 日本文化と禅の研究・翻訳と紹介。
- 大須賀発蔵：C項 - 仏教的経営と人間関係研究所の設立。

功労賞
- 片山日幹 - 重須本門寺の復興と日蓮宗護法運動。
- 西村七兵衛 - 仏教書出版業、法蔵館を継ぎ多くの良書刊行。

#### 第22回（昭和63年）
文化賞
- 勝又俊教：A項 - 学問・伝道の両面で活躍。
- 守屋多々志：B項 - 日本美術院同人で仏教画の創作。

功労賞
- 道端良秀 - 中国仏教の解明。日中友好に専心。
- 伊藤完夫 - 演奏、作曲による伝道に精進。

#### 第23回（平成元年）
文化賞
- 前田常作：B項 - 曼荼羅と評される独自の画風確立。
- 松原泰道：C項 - 辻説法による大衆伝道の全国推進。

功労賞
- 小林與三次 - 自主番組等で外護者として活躍。
- 誉田玄昭 -  天台声明の伝承と後進育成に尽力。

#### 第24回（平成2年）
文化賞
- 稲田亀男ケネス：A項 - 仏教学者。仏教国際化と良書刊行に尽力。
- 米沢英雄：C項 - 在家として、著述、講演による伝道に活躍。

功労賞
- 干潟龍祥 - ジャータカ研究・梵文善勇猛般若経校訂で貢献。
- サンヤ・ダルマサクティ - 世界仏教徒連盟会長。仏教の国際興隆に寄与。

#### 第25回（平成3年）
文化賞
- 武内義範：A項 - 親鸞思想の研究と、西洋への仏教思想の紹介。
- 坂村真民：B項 - 仏教精神の生活に即した詩作で心の支えを。

功労賞
- 佐藤密雄：戒律の研究で原始仏教教団を解明

#### 第26回（平成4年）
文化賞
- 錦戸新観：B項 - 信仰の対象としての仏像多数彫刻

功労賞
- 土井正治：仏教学術振興会会長。大蔵経索引刊行支援

#### 第27回（平成5年）
文化賞
- 柳田聖山：A項 - 中国初期禅宗史研究。禅語録翻訳紹介。
- 高史明：C項 - 親鸞聖人の教えで青少年に心の糧を。

#### 第28回（平成6年）
文化賞
- 牧田諦亮：A項 - 中国近世仏教史、疑経研究に対し
- 榎本栄一：B項 - 平明で仏教の真髄を伝える詩作。

#### 第29回（平成7年）
文化賞
- 飯田利行：B項 - 音韻学の権威。耶律楚材等の紹介。

功労賞
- 酒井雄哉 - 比叡山千日回峯行を2度満行。

#### 第30回（平成8年）
文化賞
- 宮坂宥勝：A項 - 講演、著述により仏教理解に尽力。

功労賞
- 佐々木承周 - 禅をアメリカ人に伝え門弟を育てる。

### 第31回から第40回

#### 第31回（平成9年）
文化賞
- 水野弥穂子：A項 - 道元の著述を綿密校注、現代語訳。

#### 第32回（平成10年）
文化賞
- ゲーリー・スナイダー：B項 - 禅と自然を詩に詠み、欧米人に伝える。
- 井上信一：C項 - 在家仏教者、経済人として仏教を実践。

#### 第33回（平成11年）
文化賞
- 楠恭：A項 - 妙好人の研究を通して、生きた仏教を紹介。
- アルフレッド・ブルーム：C項 - 親鸞思想を中心に、東西の架け橋の役割。

#### 第34回（平成12年）
文化賞
- 雲井昭善：A項 - 原始仏教研究とパーリ語仏教辞典完成。

功労賞
- 阿部正雄 - 欧米神学との対話で、仏教思想を伝える。

#### 第35回（平成13年）
文化賞
- 竹下哲：C項 - 仏教を平易な言葉で多くの人に伝える

#### 第36回（平成14年）
文化賞
- 田村圓澄：A項 - 浄土思想の展開、日韓仏教の研究・著作。

功労賞
- 佐藤秀雄 - 大乗仏教の文化の伝承と普及に努める。

#### 第37回（平成15年）
文化賞
- 上田閑照：A項 - 仏教思想をドイツ神秘思想、ドイツ宗教哲学を背景に研究。
- 横道萬里雄：B項 - 仏教音楽の世界的な研究者として。

功労賞
- 吉田久一 - 仏教が社会福祉に果たした役割と歴史を講じた功績。

#### 第38回（平成16年）
文化賞
- 五木寛之：B項 - 仏教を著書・メディア・講演で多くの人に伝える。
- 嶋野榮道：C項 - アメリカで禅を弘めた功績。

#### 第39回（平成17年）
文化賞
- ランベルト・シュミットハウゼン：A項 - 阿頼耶識、仏教と自然に関する研究。
- 野田風雪：C項 - 青少年問題。

功労賞
- 前田惠學 - パーリ語仏教文化の学際的研究。

#### 第40回（平成18年）
文化賞
- 海野大徹：A項 - 浄土思想を研究し、海外での若手仏教者を育成。

功労賞
- 青山俊董 - 尼僧を指導。著作・講演で多くの女性に仏法への結縁。

### 第41回から第50回

#### 第41回（平成19年）
文化賞
- 江里康慧・江里佐代子：B項 - 造形した仏像に、金箔を貼る（截金）という共同での形で多くの作品を制作。

#### 第42回（平成20年）
文化賞
- バーバラ・ルーシュ：A項 - 尼門跡寺院の研究。
- 野田大燈：C項 - 不登校や暴走族などの青年の社会復帰を援助。

#### 第43回（平成21年）
文化賞
- 奈良康明：A項 - 仏教を社会的側面から見る仏教文化史ほかの著作活動。

功労賞
- 稲垣久雄 - 『浄土三部経』『教行信証』を英訳

#### 第44回（平成22年）
文化賞
- 佐久間顕一：B項 - 画家。仏教関連の絵画

功労賞
- 飛鳥寛栗 - 仏教音楽の研究

#### 第45回（平成23年）
文化賞
- 信楽峻麿：A項 - 浄土教の研究
- アハンガマゲー・アリヤラトネ：C項 - サルボダヤ運動の展開

#### 第46回（平成24年）
文化賞
- 西來武治 - 電話カウンセリングを創始

沼田奨励賞
- 玄侑宗久 - 作家。東北大震災の復興に尽力
- 白館戒雲（ツルティム・ケサン） - チベット仏教の普及

#### 第47回（平成25年）
文化賞
- 一般財団法人多山報恩会 広島赤十字原爆病院で仏教講演会を続ける。

沼田奨励賞
- 長倉伯博 ビハーラ活動を広げる。

#### 第48回（平成26年）
文化賞
- 渡邊寶陽 法華経研究、日蓮教学の分野で多大なる業績をあげ、立正大学学長として後進の育成に尽力する。

沼田奨励賞
- ジェローム・デュコール 浄土真宗信楽寺サンガの代表で、仏典をフランス語訳し、仏教を西洋文化圏に弘める。

#### 第49回（平成27年）
文化賞
- 金光寿郎 ＮＨＫのディレクターとして仏教を多くの人に伝え、特に地方の隠れた仏教者を掘り起こして紹介する。

沼田奨励賞
- ビハーラ医療団 医療と仏教の協働に努める。研修会を開き、意見交換し、終末医療に仏教思想をどう活かすかに取り組む。

#### 第50回（平成28年）
文化賞
- 石上善應 インド説話及び浄土経典研究の第一人者。放送・講演・執筆等を通じて仏教とその文化を伝えた功績。

沼田奨励賞
- 松下功 東洋的情緒を持った作品や日本の各種伝統芸能や声明を融合させた仏教精神を感じさせる現代音楽を開拓。

### 第51回から

#### 第51回（平成29年）
文化賞
- 石牟礼道子 『苦海浄土』を刊行、水俣病を仏教の視点で世界に提起、宗教性・芸術性の香り高い文学作品を残した功績。

沼田奨励賞
- 釈徹宗 宗派を超えた伝道布教活動に尽力。福祉関係のＮＰＯ法人を運営する等、多岐にわたる活動を讃えて。

#### 第52回（平成30年）
文化賞
- 西村惠信 禅の思想と文化の研究・普及に尽力。基督教との対話による国際交流にも努めた。

沼田奨励賞
- みうらじゅん テレビや著述等で仏像を解説し仏像ブームを牽引。若い世代へ仏教精神を発信した。[4]

#### 第53回（令和元年）
文化賞
- 藤田徹文 信心の社会性を提唱。伝道書を多数執筆し全国を布教する等、伝道一筋に努めた。

沼田奨励賞
- 森村森鳳 親鸞思想を研究し『教行信証』を中国語に翻訳・出版。講演等、広く発信。

#### 第54回（令和2年）
文化賞
- 前田專學 東方研究会、日本印度学仏教学会理事長として学会の発展、人材育成に寄与した功績。

#### 第55回（令和3年）
文化賞
- 小川一乗 長年に亘り、インド仏教の根本思想を深く研究し、教化に尽くした。臓器移植問題では仏教徒としての視点を国会で発言。

沼田奨励賞
- 高岡秀暢 ともに生きるを理念に外国人の受け入れを実践。ネパールに伝わるサンスクリット経典や祭儀等の文化財保存活動に尽力。

#### 第56回（令和4年）
文化賞
- 田中昭德 (聖観音宗 浅草寺 貫首) 半世紀以上にわたり仏教讃歌を数多く作曲し コーラスを中心とした仏教音楽 更に能・狂言のルーツの一つとされる天台声明をひろく普及されるとともに 国内外から多くの参拝者が訪れる浅草寺を介しての仏教伝道に尽力された功績を讃えて。

沼田奨励賞
- 社会福祉法人 東大寺福祉事業団 奈良仏教の伝統と華厳の教えを背景に 難病の子どもとその親子が家族となる縁を大切にし 親子である喜びを実感できるよう支援するなど いのちの尊さを伝える地道な活動を讃えて。